# Hexenseehütte
Die Hexenseehütte ist eine Schutzhütte der Sektion Rheinland-Köln des Deutschen Alpenvereins im Masnergebiet, inmitten des Skigebiets Serfaus–Fiss–Ladis und liegt auf 2588 m ü. A. Im Winter wird die Hütte von der Seilbahngesellschaft betrieben. Die Hütte ist erstmals im Jahr 1974 errichtet worden und brannte im Jahr 1994 ab. Zwei Jahre später wurde eine neue Hütte errichtet. Die Hexenseehütte wurde 2011 umgebaut und erweitert.

## Aufstieg
Der Aufstieg erfolgt von der Bergstation der Lazidbahn (2346 m) in 3 Stunden. Die Variante von Serfaus über das Kölner Haus und dem Laustal beansprucht 5 Stunden. Von der Scheid (2429 m) führt der Weitwanderweg 712, der das Kölner Haus mit der Heidelberger Hütte verbindet, über das Arrezjoch zur Hexenseehütte. Außerdem ist die Hütte mit dem Mountainbike erreichbar.

## Übergänge zu anderen Hütten
- über das Masnerjoch zur Ascher Hütte, 2256 m in einer Gehzeit von 4 Stunden
- über Arrez – Lazid zum Kölner Haus, 1965 m in einer Gehzeit von 3 Stunden. Das Kölner Haus gehört ebenfalls der Sektion Rheinland Köln.
- über den Fernwanderweg 712 und Alp Trida zur Heidelberger Hütte, 2264 m